# Raymond Talleux
Raymond Émile Julien Talleux (Boulogne-sur-Mer, 2 de marzo de 1901-Saint-Martin-Boulogne, 21 de marzo de 1982) fue un deportista francés que compitió en remo.
Participó en los Juegos Olímpicos de París 1924, obteniendo una medalla de plata en la prueba de cuatro con timonel. Ganó una medalla de bronce en el Campeonato Europeo de Remo de 1923.

## Palmarés internacional
| Juegos Olímpicos   | Juegos Olímpicos | Juegos Olímpicos  | Juegos Olímpicos   |
| Año                | Lugar            | Medalla           | Prueba             |
| ------------------ | ---------------- | ----------------- | ------------------ |
| 1924               | París (Francia)  | Medalla de plata  | Cuatro con timonel |
| Campeonato Europeo |                  |                   |                    |
| Año                | Lugar            | Medalla           | Prueba             |
| 1923               | Como (Italia)    | Medalla de bronce | Dos con timonel    |